# Boudienny (cheval)
Vous lisez un « bon article » labellisé en 2017.
Pour les articles homonymes, voir Boudienny.
Le Boudienny (en russe : Будённовская лошадь / Boudionnovskaïa lochad') est une race de chevaux créée au XXe siècle par le maréchal Semion Boudienny, dans l'oblast de Rostov en Russie, pour la cavalerie soviétique. Cette race est issue en premier lieu de croisements entre le cheval du Don et le Pur-sang, d'où son ancien nom d'Anglo-don. Sélectionné à l'origine sur ses performances militaires, le Boudienny est réorienté vers les sports équestres dans les années 1950, époque de sa reconnaissance officielle.
Morphologiquement proche du Pur-sang, le Boudienny arbore souvent une robe alezan, qui peut présenter des reflets dorés typiques de certains chevaux russes. Il est désormais un cheval de sport, qui s'est illustré au niveau international tant en course de chevaux qu'en concours complet d'équitation, en dressage et en saut d'obstacles. Avec presque 80 000 sujets recensés en 2003, le Boudienny est une race numériquement nombreuse, principalement élevée dans son berceau historique, mais aussi dans différents pays d'Europe de l'Est et d'Asie.

## Dénomination
La race de chevaux Boudienny porte le nom de son créateur, le maréchal Semion Boudienny, qui était à la tête de la cavalerie bolchevique pendant la guerre civile russe. C'est pourquoi, d'après l'écrivain Giacomo Giammatteo, la seule graphie juste du nom de cette race de chevaux fait appel à une initiale en majuscule.
Le baptême de ces chevaux par son nom représente l'un des derniers hommages qui lui furent rendus par l'Union soviétique. S. M. Boudienny reste en effet un important propagandiste de l'usage de la cavalerie à une époque où son rôle militaire est remis en question, et jugeait l'usage du cheval comme non-opposable au développement de l'industrie automobile et des blindés.

« Boudienny est un anachronisme à cheval et sa stratégie se ressent de l'amour immodéré qu'il éprouve pour les chevaux vivants, comme il dit. »

— Pierre Gosset, La Deuxième guerre: les Secrets de la Paix manquée
D'après CAB International, le nom russe de la race est Boudennovskaya (ou Boudennovskaia), mais il arrive qu'elle soit nommée Budennovsky, Budenovets, Budyonovsky, Budenny, Budienny, Budjonny ou Budyonny en anglais. Elle portait autrefois le nom d'« Anglo-don » (ou Anglodon).

## Histoire

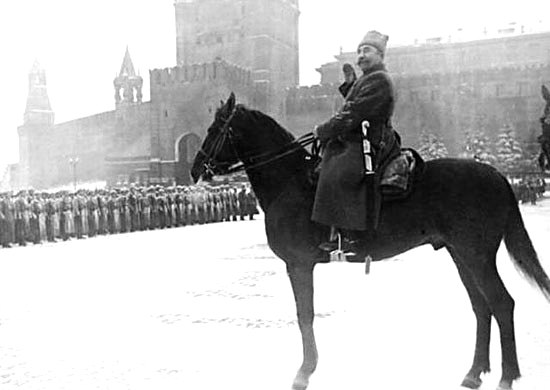
Le maréchal Semion Boudienny.

C'est l'une des races de chevaux russes les plus récentes puisqu'elle est créée de 1921 à 1949 par le maréchal Semion Boudienny et les zootechniciens soviétiques. Ce processus a lieu aux haras militaires S. M. Boudyenny et Pervaya Konnaya, dans l'oblast de Rostov. Cette nouvelle race de chevaux est destinée à un usage militaire, afin de remonter la cavalerie russe en animaux de qualité, et en particulier les officiers de la cavalerie rouge. Le programme de création de cette race accompagne l'instauration du premier haras soviétique à vocation militaire et la restauration de la population du cheval du Don, décimée pendant la Première Guerre mondiale. Elle vise également l'amélioration générale des chevaux des steppes russes. Le cheval du Don, monture militaire historique, pouvait en effet manquer de taille, de sang et de capacités sous la selle. Les premiers essais consistent en des croisements entre le cheval du Don et des juments Kazakh et Kirghiz, qui donnent des animaux plus grands, mais avec une tête lourde et une encolure basse, considérés comme des défauts. Boudienny croise alors des étalons Pur-sangs avec des juments de la race du Don et de la race Tchernomor,. Le cheptel d'origine se compose de 657 juments, dont 359 sont des Anglo-Don, 261 des croisements entre Anglo-Don et Tchernomor et 37 des Anglo-Tchernomor. Les chevaux fortement influencés par le Pur-sang sont cependant trop fragiles pour un élevage en taboun.
La sélection porte sur une grande taille, une forte constitution, la conformation et la vitesse. Les sujets de la race sont testés sur hippodrome, et les tabounes sont constitués en fonction de l'uniformité de type et de couleur de robe des chevaux qui les composent. Seuls 10 % des juments et 5 % des étalons satisfont aux critères de sélection. La race est croisée sporadiquement avec l'Arabe, puis est officialisée par le parti des Soviets le 15 novembre 1948,,. En 1951, son stud-book est créé,. Des 100 étalons Pur Sang (PS) retenus à l'origine pour former la race, seuls 4 entrent dans le noyau d'élevage : Sympatiaga, Svetets, Inferno et Kokas. Cette influence PS a rapproché la race du cheval de sport. Les anciens sujets ont souvent des particularités morphologiques considérées comme des défauts de conformation, telles que des membres antérieurs écartés (ouverts du devant).
Dans les années 1950, la cavalerie rouge est dissoute, mais la montée en popularité des sports équestres assure désormais le succès du Boudienny,. De 1951 à 1979, le stud-book Boudienny enregistre 724 étalons et 4 643 juments. L'orientation sport-loisir devient plus évidente encore dans les années 1970, avec l'accroissement de la demande pour ces usages, y compris dans l'Europe occidentale et les pays de l'ex-URSS.
En 1980, un recensement effectué dans toute l'URSS donne un cheptel de plus de 22 000 chevaux Boudienny. En 1989, environ 33 % des chevaux appartenant à la race sont enregistrés dans le stud-book. En 1990, un nouveau recensement soviétique, considéré comme très fiable, donne un cheptel de presque 46 000 têtes.

## Description

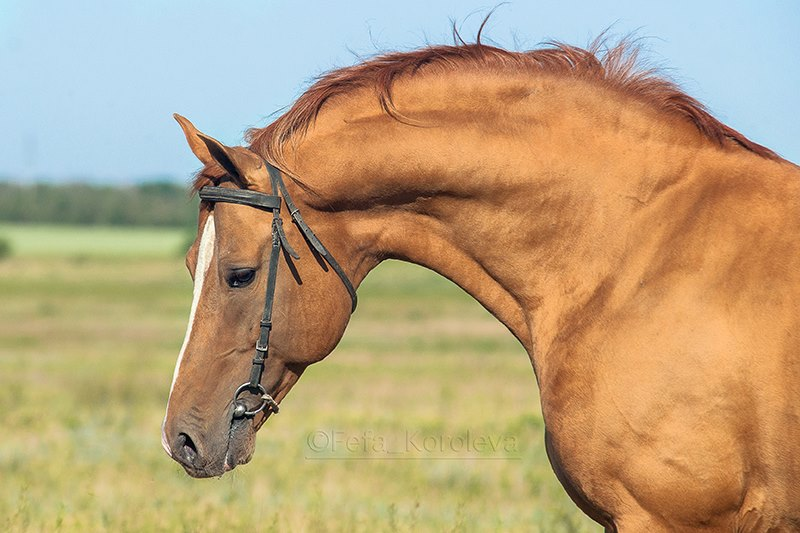
Tête de l'étalon Boudienny Bruch.

Le Boudienny est une race de selle à la morphologie meso-dolichomorphe, d'apparence solide et compacte, perçue comme élégante, très marquée par l'influence du Pur-sang. En cela, elle peut être considérée comme un demi-sang russe, cumulant les qualités du cheval du Don et du Pur-sang. L'apparence générale est celle du Pur-sang, en plus étoffé.

### Taille
Cheval d'assez grande taille, les données de références collectées en 1989 pour DAD-IS donnent une moyenne de 1,61 m chez les juments et 1,65 m chez les mâles (les données citées dans le Guide Delachaux en 2016 sont les mêmes), Elwyn Hartley Edwards citant une moyenne de 1,63 m. Maurizio Bongianni (1988) donne une fourchette de 1,55 m à 1,62 m, Edward citait en 1992 une fourchette de 1,52 m à 1,60 m, Bonnie Lou Hendricks (université de l'Oklahoma) de 1,55 m à 1,65 m, et CAB International de 1,54 m à 1,66 m. Les mesures effectuées chez les étalons indiquent une longueur corporelle oblique de 1,65 m, une circonférence de poitrine de 1,90 m, et un tour de canon de 22 cm. La tendance est à l'augmentation de la taille : il existe des étalons toisés à 1,79 m, et les juments s'inscrivent dans une fourchette de 1,60 m à 1,78 m. Une encyclopédie russe parue en 2017 cite une fourchette de 1,62 m à 1,70 m.

### Morphologie
Trois types se distinguent chez la race : le type de base, le type oriental, et le type lourd. Le type oriental est le plus influencé par le cheval du Don, de formes plus arrondies et présentant plus souvent la robe dorée. Le type lourd est moins rapide, et considéré comme moins élégant dans ses formes.
Le réseau veineux superficiel est apparent sous la peau fine,. La tête est bien proportionnée et attachée, de profil rectiligne, légèrement concave, ou légèrement convexe dans sa partie inférieure, avec un front large, de grands yeux et de petites oreilles. L'encolure est longue et droite, souvent forte, et bien attachée au garrot. La poitrine est large et profonde,, l'épaule inclinée et longue, quoique moins que celle d'un Pur-sang. Le garrot est prononcé et bien défini. Le dos est plus ou moins, long et droit, la croupe est longue et légèrement inclinée,,, avec une queue bien attachée et basse. Les jambes sont longues et légères mais solides, avec des tendons bien définis, une structure osseuse et musculaire ainsi que des articulations solides. Les sabots sont ronds, durs, et petits,. Il peut hériter d'une faiblesse des membres postérieurs.
Les allures sont rapides et élégantes, l'action ample et déliée, tout particulièrement au galop,,.

### Robes
La robe est le plus souvent alezane, ainsi que l'attestent, entre autres, Bongianni, Hendricks, Edwards, et le Guide Delachaux. Au contraire, d'après DAD-IS, la robe est le plus souvent baie ou grise. Ces chevaux peuvent aussi être, plus rarement, bai-bruns ou noirs,, ces robes n'étant représentées que chez les sujets issus du haras Pervaya Konnaya Armia.
Il existe des sujets arborant un reflet métallique doré sur la robe alezane. Cette dernière robe à reflet doré est typique de certaines races de chevaux russes et d'Asie centrale, telles que le cheval du Don, le Boudienny et le Tchernomor,. Il semble que la robe à reflets dorés ait été transmise au Boudienny par le cheval du Don, et que la prévalence importante de l'alezan soit due à cette influence,. La tradition populaire évoque cependant l'influence de l'Akhal-Teké.

### Tempérament et entretien
Les Boudienny sont réputés dociles, énergiques, intelligents, et de bon tempérament ; cependant, il a toujours été fait mention historiquement de sujets au caractère difficile, ce qui s'explique par la sélection militaire d'origine.
En Russie, ces chevaux sont élevés en taboun de façon extensive dans la steppe, affrontant la sécheresse et la présence de nombreux insectes en été, un froid intense en hiver. Ils sont complémentés en foin l'hiver. Le printemps est la saison la plus propice au bon développement de ces chevaux. Les animaux issus de croisements se maintiennent plus difficilement en état. Le Boudienny est considéré comme moins exigeant sur le plan de l'alimentation et des soins que les chevaux de sport européens. L'espérance de vie est considérée comme bonne, la race étant productive jusqu'à l'âge de 15 ans.
Dans les années 1950, une expérience de ré-ensauvagement a été menée sur une île du lac Manytch-Goudilo : des sujets de la race y ont été relâchés. Après un accroissement du nombre de chevaux, en 1985, il ne reste que 40 survivants dont 12 étalons. Seule la robe alezan est représentée parmi ces chevaux survivants.

### Sélection

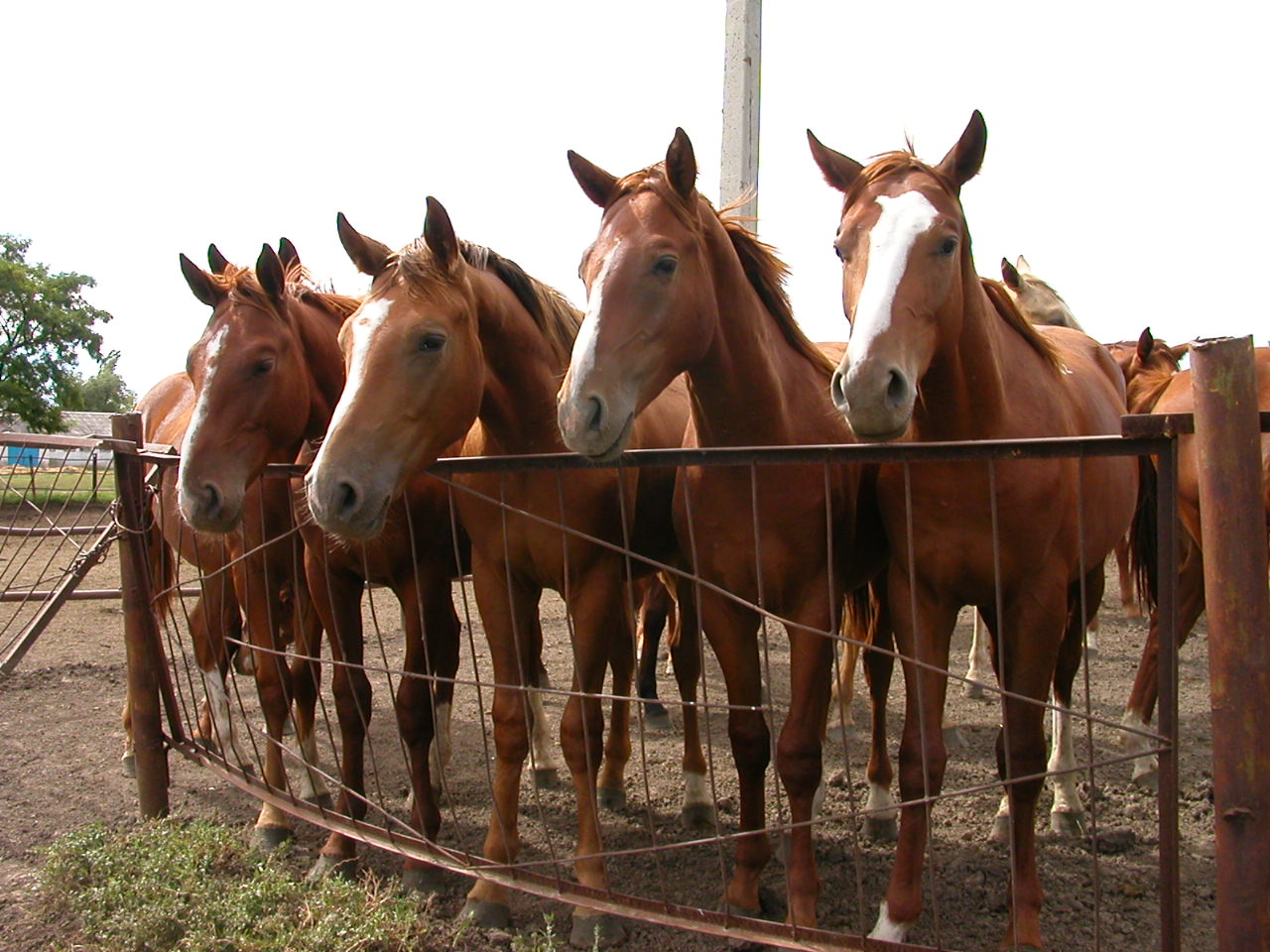
Groupe de jeunes mâles Boudienny de deux ans en Russie.

Ces chevaux sont marqués au fer froid du signe de leur élevage, de l'année de naissance et d'un numéro, généralement durant l'automne qui suit leur naissance. Cette marque est généralement apposée sur le côté gauche dans la région du garrot, mais certains élevages, comme le haras Boudienny, l'apposent sur la cuisse. Le taux d'origines Pur-sang idéal a été défini à 5/8. De façon générale, un trop haut taux de croisements pur-sang se traduit par une baisse de la qualité osseuse, de la fertilité et de la masse corporelle. Aussi, bien que le stud-book de la race soit relativement ouvert, les chevaux ayant plus de 3/4 d'origines PS, Arabe ou Trakehner ne sont pas admis. Les étalons admis à la reproduction dans le stud-book de la race sont évalués chaque année. La sélection porte également sur l'élimination des animaux dont le caractère est jugé trop difficile.
Le stud-book est publié chaque année.
Le prix d'un jeune cheval Boudienny de deux ou trois ans, destiné au sport, se situe dans une fourchette entre 150 et 350 mille roubles (en 2016). Un très bon cheval de sport âgé de 6-7 ans peut être vendu pour 600 à 800 mille roubles.

## Utilisations
À l'origine chevaux de cavalerie, les Boudienny étaient élevés strictement à cet usage dans les années 1920, et réputés pour leur capacité à endurer les campagnes militaires. Ils ont notamment remonté la cavalerie soviétique pendant la Grande Guerre patriotique. En particulier, l'infanterie montée mobilisée pour la bataille de Moscou a été remontée à la hâte sur de jeunes Boudienny à peine formés. En 1950, un étalon de six ans, Zanos, est réputé avoir franchi une distance de 309 km en 24 heures avec son cavalier, pour un repos total de seulement 4 jours,,. Durant une phase de test de la race à l'été 1946, ces chevaux ont parcouru 200 km par une chaleur de 40°, avec des passages au galop ; l'examen vétérinaire qui s'ensuivit n'aurait pas révélé de variations importantes dans leur état physique
Ce sont désormais des chevaux de sport,, utilisés pour la selle et le trait léger,,. La race est réputée pour son endurance, ses capacités en saut d'obstacles, et en concours complet. L'étalon Pintsef s'est illustré dans cette dernière discipline, et Gasan en dressage. Le célèbre dresseur Nuno Oliveira a travaillé avec des Boudienny, et livré une opinion favorable de cette race. Nelson Pessoa a monté le Boudienny Pass Op en saut d'obstacles aux Jeux olympiques d'été de 1968 à Mexico. Le hongre Rhythmical a participé aux Jeux olympiques d'été de 2000 à Sydney avec Nona Garson, également dans la discipline du saut d'obstacles. À ce titre, le Boudienny est considéré comme une concurrence fiable face aux chevaux de sport dits « Warmblood » sélectionnés en Europe occidentale.
C'est aussi un excellent cheval de course. L'étalon Reis est titulaire d'un record en URSS dans la discipline de la course d'obstacles. Un Boudienny a remporté le Grand steeple chase de Pardubice. La race a fait l'objet de mesures de performances sur le plat : le 1 600 mètres est couru en 1 min 43 s, et le 2 400 mètres en 2 min 35 s 9.

## Diffusion de l'élevage
Le berceau d'élevage se situe dans le sud de la partie européenne de la Russie, notamment dans les steppes de Salsk, près de Rostov-sur-le-Don, au haras Boudienny. Le second grand haras d'élevage est le Pervaya Konnaya Armia (haras de la première cavalerie), et le troisième est le haras Yulovskom,. Ces haras sont également implantés dans les régions de Krasnodar, Stavropol, et dans la Kalmoukie. En 2016, des chevaux ont été amenés à Novossibirsk pour y créer un nouveau berceau d'élevage et inciter les cavaliers sportifs russes à choisir une race russe, plutôt que les races Warmblood européennes. Cette même année, une exposition de « chevaux d'or », rassemblant les races du Don et le Boudienny, s'est tenue à Moscou. Cela démontre la volonté des éleveurs russes d'inciter leurs cavaliers de haut niveau à monter et travailler des chevaux Boudienny.
Les effectifs de la race se sont fortement accrus depuis les années 1980. Le dernier recensement publié par DAD-IS, effectué en 2003, donne un effectif de 78 430 Boudyennys présents en Russie. La race est également présente en Ukraine, au Kazakhstan et au Kirghizistan. Elle est considérée comme commune et non-menacée. L'étude menée par l'Université d'Uppsala et publiée en août 2010 pour la FAO signale le « Budyonny » comme une race locale européenne transfrontière qui n'est pas menacée d'extinction. Cependant, l'ouvrage Equine Science (4e édition de 2012) classe le Boudyenny parmi les races de chevaux de selle peu connues au niveau international.
D'après Gianni Ravazzi (2010), le Boudienny est le plus apprécié des chevaux russes en Europe.

## Dans la culture

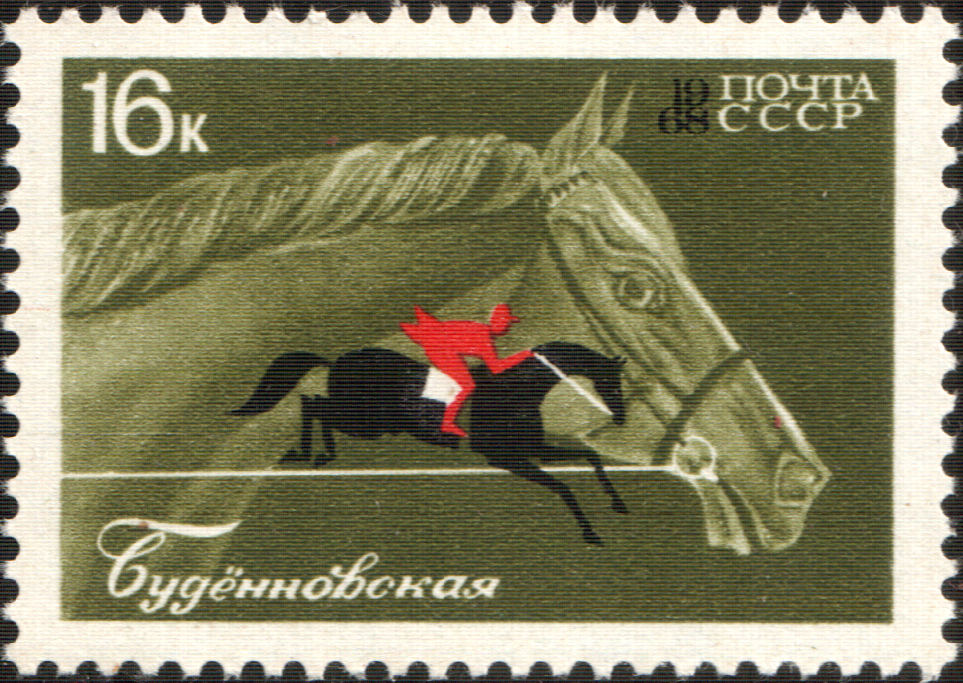
Boudienny sur un timbre soviétique de 1968.

Le Boudienny est mentionné dans un poème de Vladimir Maïakovski, dans les Carnets de route d'un artilleur à cheval de Serge Mamontov, ainsi que dans Homeland Lost de G. J. Rachael Patterson.
Ce cheval apparaît aussi sur plusieurs timbres soviétiques et russes.